# Ficus mucuso
Ficus mucuso är en mullbärsväxtart som beskrevs av Friedrich Welwitsch och Franciso Manoel Carlos de Mello de Ficalho. Ficus mucuso ingår i släktet fikonsläktet, och familjen mullbärsväxter. Inga underarter finns listade i Catalogue of Life.